# PGP Corporation
PGP Corporation — компанія, яка займалася продажем програмного забезпечення PGP. Заснована в 2002 році і придбана Symantec в 2010-му.

## Історія
Була заснована в 2002 році кількома ІТ-фахівцями з компаній Vantive, PeopleSoft, Symantec і Counterpane Internet Security (багато з них працювали над продуктами сімейства PGP до покупки його корпорацією Network Associates, тепер відомої під ім'ям McAfee). Фінансування компанії в розмірі 14 млн доларів було надано представниками венчурних фондів: Doll Capital Management (Роб Цейс) і Venrock Associates (Террі Гарнетт).
Відразу ж після створення була здійснена угода між Network Associates і PGP Corporation з отримання останньої прав на торговельну марку PGP і програмні продукти цього сімейства (крім консольної версії) і анонсований випуск в листопаді 2002 року 8-ї версії цього програмного забезпечення. Офіційним представником компанії і розповсюджувачем цієї версії пакету PGP, а також інших продуктів компанії на території Росії і країн СНД стала фірма Softline. 9-та версія була випущена в 2005 році.
В 2003 році PGP Corporation розробила новий серверний продукт, PGP Universal.
В 2008 році рішення UniversalTM Gateway Email і PGP PDF Messenger отримали нагороду «Продукт року із шифрування» на престижній церемонії нагородження Techworld Awards 2008.
Увага компанії зміщується в бік корпоративного ринку. У 2004 році були анонсовані плани з інтеграції з антивірусними технологіями Symantec, які в 2010 р. зумовили отримання сертифікатів TC TrustCenter та батьківської компанії ChosenSecurity, сформувавши новий підрозділ PGP TrustCenter.
29 квітня 2010 року Symantec оголошує про купівлю PGP Corporation.